# Прести, Жозе Сержио
Жозе Сержио Прести (порт. José Sérgio Presti; 8 марта 1957, Сан-Паулу), более известный под именем Зе Сержио (порт. Zé Sérgio) — бразильский футболист, левый нападающий. Двоюродный брат Роберто Ривеллино.

## Карьера
Зе Сержио начал карьеру в клубе «Сан-Паулу», куда он попал благодаря своему двоюродному брату, Роберто Ривелино, чемпиону мира 1970 года, который привёл Зе Сержио на просмотр в команду. Зе Сержио хорошо проявил себя на просмотре, и с ним был заключён контракт. Однако позже Зе Сержио заявил, что Ривеллино был ни при чём, и что когда он проходил просмотр, никто не знал, что он являлся родственником чемпиона мира. В составе «Сан-Паулу» он дебютировал 1 марта 1977 года. В свой первый же сезон в основном составе клуба, Зе Сержио стал чемпионом Бразилии. И уже на следующий год поехал в составе сборной на чемпионат мира, где, правда, на поле не выходил.
В 1980 году, когда «Сан-Паулу» и клуб «Сантос» вышли в финал чемпионата штата Сан-Паулу, Зе Сержио попал в неприятную историю. Его обвинили в употреблении допинга, после положительного анализа теста, взятого по окончании матча с клубом «Интернасьонал Лимейра». У него был обнаружен налдекон, который ранее был прописан футболисту врачом клуба, Жозе Карлосом Риччи. После этого, Зе Сержио был на некоторое время дисквалифицирован. СМИ и болельщики многих клубов Бразилии выразили ему свою поддержку. А спустя некоторое время Зе Сержио был оправдан и смог сыграть в финале чемпионата штата, выигранного «Сан-Паулу». Только один человек выступал в прессе за дисквалификацию, им стал Пеле, который уже после оправдательного итога, даже не извинился. В результате Зе Сержио до сих пор не общается с «Королём футбола». Несмотря на этот эпизод, Зе Сержио был признан одним из лучших игроков в Бразилии и получил «Серебряный мяч», лучшего игрока на своей позиции.
В 1981 году, в матче сборных Бразилии и Мексики на турнире в Лос-Анджелесе Зе Сержио сломал правую руку, а через некоторое время, в матче с «Палмейрасом», на 40-й секунде игры, после удара игрока «Вердао» Перивалдо, сразу же удалённого с поля, получил травму колена. Ну а в середине 1982 года в матче с «Нороэстре», Зе Сержио вновь упал на правую руку, и вновь получил перелом. Из-за этого Теле Сантана, главный тренер сборной, не взял форварда на чемпионат мира 1982, предпочтя ему Эдера.. Последний матч в составе трёхцветных Зе Сержио провёл 15 июня 1984 года.
Из «Сан-Паулу» Зе Сержио был обменян в «Сантос», с которым выиграл свой третий титул чемпиона штата. А затем перешёл в «Васко да Гаму», но в этом клубе Зе Сержио почти не играл из-за травм, хотя и выиграл титул чемпиона штата Рио-де-Жанейро. Он завершил карьеру в Японии, в клубе «Касива Рейсол».
Завершив карьеру игрока, Зе Сержио некоторое время занимался бизнесом, а также поработал в «Касива Рейсоле» в качестве тренера в 1995 году. С 2003 по 2009 год Зе Сержио работал в школе клуба «Сан-Паулу», тренируя молодых игроков, и даже дважды выиграл титул чемпиона Бразилии среди игроков не старше 17-ти лет. В 2009 году Зе Сержио недолго тренировал клуб «Империо» (Толедо).

## Личная жизнь
Зе Сержио женат. Супруга является пастором евангельской церкви. Они имеют троих детей — Лариссу, Таиссу и Зезиньо. Таисса также стала спортсменкой, участвуя в беге 4х100 метров в составе сборной Бразилии.

## Достижения

### Командные
- Чемпион Бразилии: 1977
- Чемпион штата Сан-Паулу: 1980, 1981, 1984
- Обладатель Кубка Кирина: 1985
- Чемпион штата Рио-де-Жанейро: 1987

### Личные
- Обладатель Серебряного мяча Бразилии: 1980